# 오키나와 이름

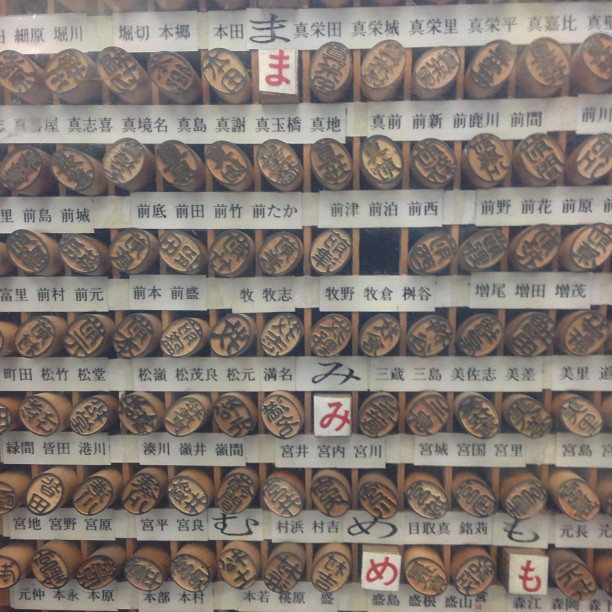
오키나와 성씨 도장

오키나와 이름(일본어: 沖縄の名字)는 오키나와섬 및 그 주변 지역의 오키나와 출신에게 많이 보이는 특징적인 이름을 말한다. 오키나와어에 바탕을 두고 있으나 지금은 일본식 이름에 가까운 경우가 많다. 옛 류큐사족은 성(姓)과 이에나(家名)의 두 가지 이름이 있었으며, 이 가운데 이에나를 성씨로 쓰게 되었다.

## 특징
류큐 왕국 시대에 류큐왕족및 사족은 성(씨)+휘+이에나+칭호+나노리 형식의 이름을 썼다. 이중 성과 휘의 조합은 중국의 영향을 받아 가라나라고 불렀고 공문서와 대중국외교에 사용되었다.
이에나는 사족의 영지명을 가리키며 동일인물이라도 상위직에 오르거나 영지가 바뀌면 이에나는 그에 따라 계속 바뀌어갔다. 이는 부자및 형제 사이라도 다른 영지를 소유하고 있는 경우 마찬가지였다. 나노리란 일본풍의 이름인데 첫 번째 글자는 나노리가시라(名乗頭)라 하여 각 성마다 정해진 한자가 있었다. 위의 예에서는 쵸슈의 쵸(朝)가 나노리가시라이고 쇼(尙)씨성은 모두 공통적으로 쵸를 쓴다. 이에나와 나노리를 합한 구성은 야마토나라고 불렀으며, 일본과의 외교에서 사용되었다.
영지가 없는 일반사족은 나지마라는 가상의 영지명을 하사받아 이에나로 사용했다. 이 밖에 와라비나(童名)라는 것도 있는데 이것은 한자의 의미와는 달리(아명) 흔히 사용하는 통칭에 가까웠다.

## 다섯 가지 큰 성
왕가의 분가인 쇼씨, 다수의 고위직을 배출한 오씨, 바씨, 모씨 이케구스쿠, 모씨 도미구스쿠는 특히 5대성(씨) 5대명문이라고 부른다. 양 모씨를 합하여 4대명문이라고도 한다.
| 성     | 쇼(向)氏                 | 오(翁)氏                  | 바(馬)氏                      | 毛氏池城                  | 毛氏豊見城              |
| 시조   | 尚円王                   | 国頭親方盛順              | 大浦添親方良憲                | 新城親方安基              | 中城護佐丸盛春          |
| 나노리 | 朝                       | 盛                        | 良                            | 安                        | 盛                      |
| 이에나 | 伊江,小禄,本部、読谷山등 | 永山,玉城,伊舎堂,仲井真등 | 小禄,与那原,宮平,仲吉、仲眞등 | 池城,美里,東風平,佐渡山등 | 豊見城,国頭,富川,亀川등 |
| 비고   | 王家分家                 | 三司官 여섯 배출          | 三司官 21명 배출              | 三司官 18명 배출          | 三司官 15명 배출        |

## 역사

### 고류큐 시대
대부분 기록에 남아 있는 이에나는 히라가나 표기이고, 한자는 中,大,里등 일부 간단한 문자만 사용되었다.

### 사쓰마 번 침략 이후
사쓰마 번 침략이후 일본의 관습처럼 이에나를 한자에 맞추어 표기하게 된다. 1624년에는 일본식 성명의 사용금지령이 내려 일본식의 두글자성대신 모두 세 글자 성을 쓰도록 강제되었다. 지명이 두글자 지명에서 세글자로 변경된 것도 있다. 한편, 아마미 제도는 외자 성으로 변경되었다.

### 메이지 시대 이후
폐번치현 뒤에 류큐가 오키나와 현이 되면서 서민도 성을 쓰게 되었는데, 다수가 지명을 이용하여 성을 만들었다. 또한 일본어 사용이 강제되면서 전통적인 오키나와 발음대신 일본식으로 읽게 되었다. 예를 들면 喜屋武을 기야타케, 大城를 오오시로로 읽는다. 그러나 2차 세계대전 전까지는 오키나와식 읽기도 드물지 않았다. 현재는 오키나와어: 東江 아가리에 등 극히 일부만 남아 있다.

### 1953년 호적정리법에 따른 성바꿈
전쟁중에 없어진 호적을 재정비하기 위한 호적정리법의 시행에 따라 오키나와에서는 각 문중마다 협의하여 오키나와식에서 일본식 성으로 성을 바꾼 사례가 보인다.

### 오키나와의 10대 성씨
|  | 이탤릭체가 오키나와식 읽기이다. |

- 比嘉（히가, 휘자)
- 金城（긴조, 가네시로,가나구시쿠,가나구스쿠）
  - 예： 영화배우 가네시로 다케시
- 大城（오시로, 우후구시쿠,우후구스쿠）
- 宮城（미야기, 나아구시쿠,나아구스쿠,음먀구시쿠）
- 新垣（아라카키, 아라가키, 신가키, 니가키,아라카치）
- 玉城（다마키, 다마시로, 다마구시쿠, 다마구스쿠)
- 上原（우에하라, 위바루）
- 島袋（시마부쿠로, 시마부쿠）
- 平良（다이라, 티라）
- 山城（야마시로, 야마구시쿠, 야마구스쿠）

다음은 10대 성씨 외에 오키나와 사람에게 많이 보이는 성들이다.
- 지넨 知念（ちねん）
- 미야자토 宮里（みやざと）
- 나카소네 仲宗根（なかそね）
- 테루야 照屋（てるや）
- 이하 伊波（いは）
- 구시켄 具志堅（ぐしけん）
- 다카라 高良（たから）
- 요나미네 与那嶺（よなみね）
- 요나하 与那覇（よなは）
- 도모리 友利（ともり）
- 가와미츠 川満（かわみつ）
- 캰/기얀 喜屋武（きゃん/きやん）
- 기나 가노우 喜納（きな/かのう）
- 다카에스 高江洲（たかえす）
- 요기 与儀（よぎ）
- 가카즈 嘉数（かかず）
- 지바나 知花（ちばな）
- 오나가 翁長（おなが）
- 이토카즈 糸数（いとかず）
- 이레이 伊禮（いれい）
- 고바시가와 小橋川（こばしがわ）
- 아가리에 東江（あがりえ）
- 도케시/도케이지 渡慶次（とけし/とけいじ）
- 가나하 我那覇（がなは）
- 나칸다카리仲村渠（なかんだかり）
- 도카시키 渡嘉敷（とかしき）
- 쓰하코 津波古（つはこ）
- 야기 屋宜（やぎ）
- 고쟈 古謝（こじゃ）
- 야비쿠 屋比久（やびく）
- 메카루 銘苅（めかる）
- 마에시로 真栄城（まえしろ）
- 즈케란 瑞慶覧（ずけらん）
- 가네코 我如古（がねこ）
- 아다니야 安谷屋（あだにや）
- 아게나 安慶名（あげな）
- 모로미자토 諸見里（もろみざと）
- 쟈바나 謝花（じゃはな）
- 니시메 西銘（にしめ）
- 히야네 比屋根（ひやね）
- 운텐 運天（うんてん）
- 요헤나 饒平名（よへな）
- 고하구라 古波蔵（こはぐら）
- 야마노하 山入端（やまのは）
- 마키시 真喜志（まきし）
- 스가마 洲鎌（すがま）
- 이라하/이라나미 伊良波（いらは/いらなみ）
- 나카자 仲座（なかざ）
- 헨잔 平安山（へんざん）
- 간나 漢那（かんな）
- 도마리 渡真利（とまり）
- 야카비 屋嘉比（やかび）
- 키샤바 喜舎場（きしゃば）
- 나카마 仲間 (なかま)
- 나코 名幸 (なこう)

## 같이 보기
- 류큐 민족
- 류큐 독립운동
- 아마미 제도의 성씨